# مارتين غارسيا أفيليس
مارتين غارسيا أفيليس هو سياسي مكسيكي، ولد في 7 أبريل 1974. نشط حزبياً في حزب الثورة الديمقراطية. وقد انتخب عضو مجلس النواب المكسيك ‏.